# Кузнецов, Степан Матвеевич (советский деятель)
Степан Матвеевич Кузнецов (1891—1938) — советский государственный деятель, председатель исполкома Нижегородского (1920), Херсонско-Николаевского (1920—1921), Харьковского (1921—1923), Сибирского (1929—1930) и Сталинградского (1935—1937) областных и краевых советов, зам. наркома финансов СССР.
Родился в деревне Домашняя Княгининского уезда, ныне Княгининский район Нижегородской области. Окончил три класса церковно-приходской школы.
Работал пастухом, подмастерьем плотника, плотником. В 1914 году переехал в  Нижний Новгород и поступил плотником в деревообделочный цех Сормовского завода.
С марта 1917 года – член Нижегородского Совета рабочих депутатов.  В октябре того же года на 1-й Нижегородской губернской партийной конференции избран в состав губкома. Председатель Сормовского совета рабочих депутатов. Кандидат в члены губкома, заместитель председателя Исполнительного комитета Нижегородского губернского Совета.
С августа 1919 по август 1920 года – председатель Нижегородского горсовета, председатель Нижегородского губкома РКП(б).
С августа 1920 года – председатель Херсонского губернского революционного комитета (центр – г. Николаев), в 1920 – 1921 годах – председатель Исполнительного комитета Херсонского-Николаевского губернского совета, в 1921 – 1923 годах – председатель Харьковского губисполкома.
В 1926 – 1929 годах – заместитель народного комиссара финансов СССР.
В мае 1929 года переведён в  Новосибирск: председатель Исполкома Сибирского краевого Совета, до августа 1930 года – 2-й секретарь Сибирского краевого комитета ВКП(б).
Позднее работал  заместителем председателя Госплана СССР, заместителем председателя Правления Китайско-Восточной железной дороги (1931-1935), председателем Сталинградского крайисполкома(1935-1937).
29 июня 1937 года  арестован по обвинению в контрреволюционной террористической деятельности и приговорён к высшей мере наказания.
Расстрелян в Сталинграде 15 января 1938 г.